# 勞赫山
47°27′29.47″N 10°28′06.84″E / 47.4581861°N 10.4685667°E

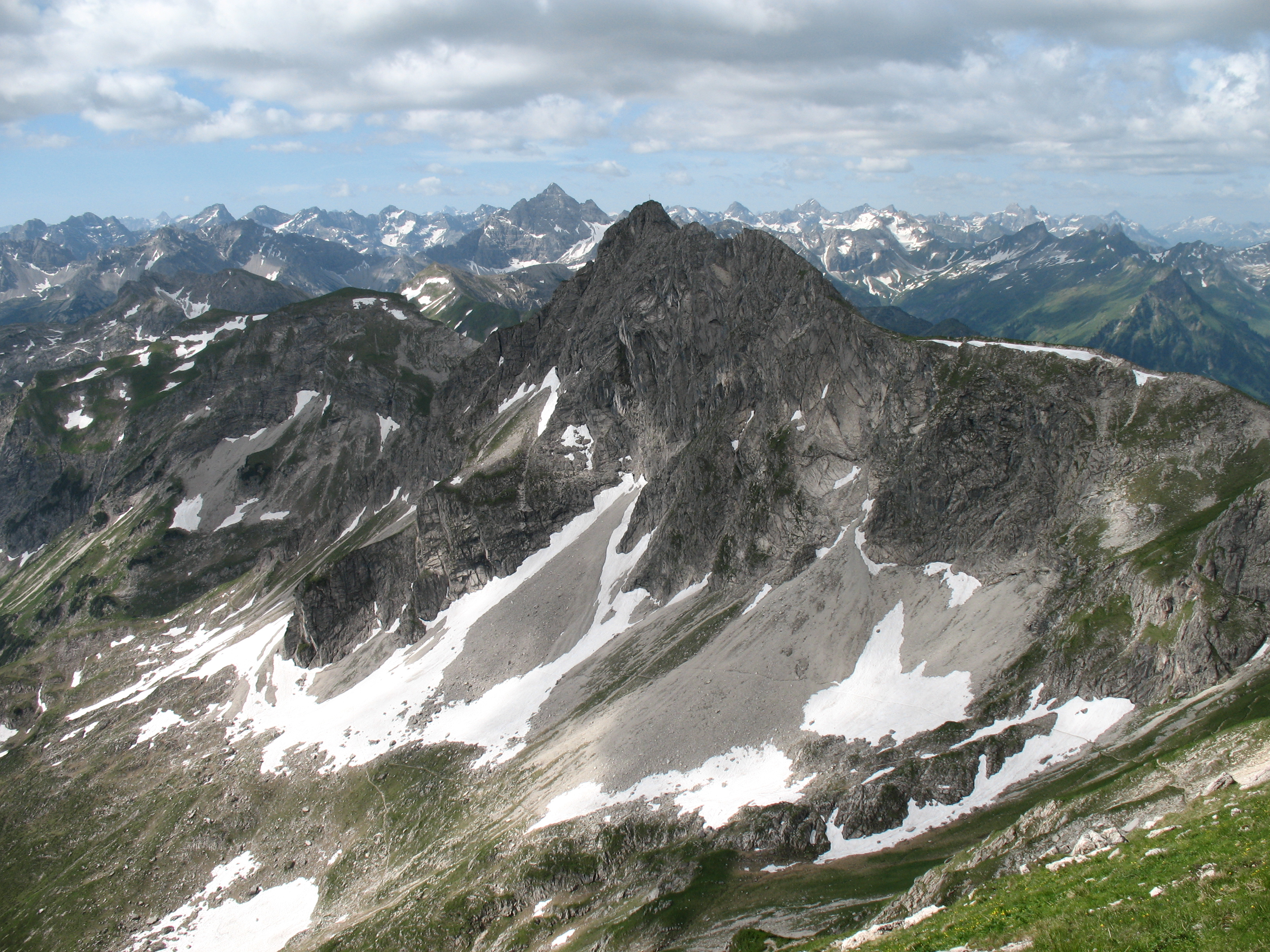

勞赫山（德語：Rauhhorn），是中歐的山峰，位於德國和奧地利接壤的邊境，屬於阿爾高阿爾卑斯山脈的一部分，距離蓋斯山1.4公里，海拔高度2,240米，每年平均降雨量1,698毫米。